# Giovanni di Gherardo da Prato
Giovanni di Gherardo da Prato, o Giovanni Gherardi (Prato, 1360/1367 – ante 1446), è stato un giurista, matematico, scrittore e umanista italiano.

## Biografia
Era figlio di un rigattiere e compì gli studi di giurisprudenza a Padova dove seguì anche le lezioni di Biagio Pelacani, noto filosofo e matematico.
Stabilitosi a Firenze, iniziò l'attività di giudice e di notaio pur interessandosi vivamente agli studi di letteratura. Dal 1414 fu consulente giuridico e archivista di Orsanmichele. Nel 1417 tenne dei corsi di letture dantesche allo Studio fiorentino, finché nel 1425 la cattedra fu soppressa. In quel periodo scrisse il romanzo intitolato Paradiso degli Alberti, dal nome di una celebre villa nei dintorni di Firenze.
Nel 1420 fu nominato viceprovveditore alla cupola di Santa Maria del Fiore di Firenze, come vice di Lorenzo Ghiberti e fu un acerrimo avversario dell'altro provveditore Filippo Brunelleschi. In una pergamena del 1426, conservata all'Archivio di Stato di Firenze, criticò con disegni e scritti alcuni scelte di Filippo, come l'illuminazione a suo dire insufficiente dell'interno, o la curvatura (sesto) a quinto acuto delle vele della Cupola ed i "ricaschi" inclinazione dei letti di posa dei mattoni che, dovevano essere realizzati adoperando il centro di mezzeria del monumento e non quello del "quinto acuto".
Questi difetti, secondo lui, rischiavano di procurare il crollo del monumento: per scoraggiare da quella che riteneva un'impresa "sbagliata", ricordò che "crollò il Duomo di Siena... per aver creduto ad uno che non aveva una ragione". In effetti ancora oggi sono visibili le strutture del Duomo di Siena che non fu realizzato, le cui dimensioni sono molto più grandi di quello esistente. Il documento di Giovanni di Gherardo è particolarmente importante anche perché è l'unica testimonianza grafica con commento tecnico della grande opera in fase di realizzazione.
Il contrasto fra i due è testimoniato anche da uno scambio di componimenti poetici scritti in tono burchiellesco in occasione della disputa su un'imbarcazione per il trasporto delle pietre via fiume, brevettata da Filippo nel 1421: in quell'occasione la "nave" (nome che si dava alle imbarcazioni da carico che operavano in Arno) spinta da eliche (meccaniche) mosse da energia eolica, congegni e meccanismi inventati appositamente dal Brunelleschi. La "nave" prese il nome di "Badalone" (persona alta e goffa un po' stupida). Questa ebbe breve durata poiché dopo pochi mesi dal suo varo, una piena la distrusse e la fece arenare presso Montelupo, perdendo nel 1428 una parte dei materiali che stava trasportando. Inutilmente fu tentato il suo recupero dallo stesso Brunelleschi. Di questa nave meccanica esiste un disegno in copia attribuito a Leonardo da Vinci in base al quale il prof. Massimo Ricci ha realizzato un modello funzionante. Il modello si trova attualmente presso i locali dell'Opera del Duomo di Firenze in piazza San Giovanni n.7 insieme a tre macchine brunelleschiane per la costruzione della Lanterna della Cupola di Santa Maria del Fiore.

## Opera letteraria
Discepolo di Cino Rinuccini fu anche scrittore di rime varie, di un poema intitolato Il Giuoco d'Amore, del Trattato d'una angelica cosa mostrata per una divotissima visione scritto sotto forma di polimetro dal carattere mistico, di un poema in due libri di carattere allegorico su imitazione di Dante e di un'opera dal titolo Philomena, rimasta incompiuta, che si trova presso la Biblioteca Nazionale Centrale di Firenze, segnato come ms. Magliabechiano VII, 702.
A lui è stata attribuita un'opera in prosa formata da cinque libri dove, su imitazione del Filocolo di Boccaccio, vengono narrate novelle, storie di mitologia, descrizione di paesaggi della Toscana, viaggi immaginati e conversazioni tenute nella primavera del 1389 da una colta brigata fiorentina presso la villa del Paradiso nel borgo del Bandino di Antonio Alberti. L'opera fu ritrovata nel 1864 da Aleksander Wesselofsky che ne identificò l'autore e gli attribuì il titolo di Paradiso degli Alberti; sua la prima pubblicazione dell'opera (1867-69), accompagnata da un vastissimo apparato critico.
Contro Giovanni da Prato fu composto intorno al 1406 il poemetto L'Acquettino.
Il personaggio di Giovanni da Prato appare con Antonio Alberti nella foresteria del Convento del Paradiso nel film di Lorenzo Andreaggi I trabocchetti del Bandino, interpretato da Niccolò Biffoli.